# R. Paul Butler
R. Paul Butler (ur. 1960) – amerykański astronom zajmujący się poszukiwaniem planet pozasłonecznych.

## Życiorys
Studiował na Uniwersytecie Stanowym w San Francisco, gdzie uzyskał tytuły Bachelor of Science (BS) z chemii (1986) oraz Master of Science (MS) z fizyki (1989). W 1993 roku na Uniwersytecie Maryland uzyskał stopień doktora astronomii. W latach 1997–1999 pracował w Anglo-Australian Observatory. Od 1999 pracuje na Wydziale Magnetyzmu Ziemskiego w Carnegie Institution for Science.
Butler pracował w zespole astronomów zajmującym się poszukiwaniem planet pozasłonecznych, którym kierował Geoffrey Marcy. W swoich badaniach zastosowali opracowaną i udoskonaloną przez siebie metodę dopplerowską. Swoją pierwszą planetę, 70 Virginis b, Butler odkrył wraz z Marcym na przełomie 1995 i 1996 roku. Obserwacje prowadzili początkowo w Obserwatorium Licka w Kalifornii. Przez kolejne 2 lata odkryli następne 10 planet. W skład zespołu weszli później również m.in. Steven S. Vogt i Debra Fischer. W 2005 roku Butler był współodkrywcą 2/3 spośród około 150 znanych wówczas planet pozasłonecznych. Później jednak doszło do konfliktu w grupie i w 2007 roku opuścił ją Vogt, a wkrótce potem Butler.
R. Paul Butler nadal prowadzi poszukiwania planet pozasłonecznych wraz z innymi zespołami astronomów, wykorzystując do tego wieloletnie dane obserwacyjne z Teleskopów Kecka, teleskopu w Obserwatorium Licka, Teleskopu Anglo-Australijskiego oraz Teleskopów Magellana.
W 2001 roku Marcy i Butler za swoje odkrycia otrzymali Medal Henry’ego Drapera.